# (2) Паллада
(2) Палла́да (лат. Pallas) — второй открытый астероид. Относится к классу B. Имеет большой наклон орбиты — 34,8°.
Открыт 28 марта 1802 года Генрихом Вильгельмом Ольберсом и назван в честь Афины Паллады. Задолго до этого — в 1779 году — Палладу видел, но принял за звезду Шарль Мессье, который отметил её на своей карте движения кометы Боде.
Относится к главному поясу астероидов. Долгое время Паллада считалась вторым по размерам телом главного пояса астероидов — сначала её диаметр оценивался в 608 км, затем в 582 × 556 × 500 км (считалось, что превосходит Весту). В августе 2006 года Церера была переведена в статус карликовой планеты, и Паллада стала занимать первое место по размеру и второе место по массе (на 25 % легче Весты) среди астероидов главного кольца. Однако уточнённый размер Паллады (512 ± 6 км) оказался чуть меньше диаметра Весты (525,4 ± 0,2 км), и Паллада снова стала вторым по размерам телом главного пояса астероидов.
Японский инфракрасный спутник Akari выявил наличие на Палладе гидратированных минералов.
Изображения, полученные с помощью инструмента SPHERE на Очень Большом Телескопе Европейской Южной Обсерватории в Чили, показали, что поверхность Паллады покрыта большим количеством кратеров. За свою историю (2) Паллада должна была пережить в два-три раза больше ударов, чем (4) Веста и карликовая планета (1) Церера. Ударный бассейн в районе экватора мог образоваться 1,7 млрд л. н. в результате столкновения с астероидом диаметром от 20 до 40 км. Яркое пятно в южном полушарии может объясняться наличием в этом регионе поверхностных солевых отложений.
По имени астероида (2) Паллада назван химический элемент палладий, открытый в 1803 году английским химиком Вильямом Волластоном.
Предполагалось, что в 2024 году в качестве попутного груза вместе с космическим кораблём «Психея» в космос будет запущен космический аппарат «Афина», который отправится исследовать астероид (2) Паллада, но в итоге эта миссия не была реализована.
Паллада, как предполагается, подверглась термическим изменениям и гравитационной дифференциации Это может указывать на то, что Паллада является остатком протопланеты.
В мае 1978 года было выдвинуто предположение о существовании у астероида небольшого спутника диаметром около 1 км, которое впоследствии было опровергнуто.
- Паллада Церера Юпитер Марс Земля Солнце
- Паллада в ультрафиолетовом фильтре (космический телескоп Хаббл, 2007)
- Сравнительные размеры Паллады, Земли, некоторых астероидов и карликовых планет